# 7007 Timjull
7007 Timjull este un asteroid din centura principală, descoperit pe 2 martie 1981, de Schelte Bus.